# Champ Bailey
Roland Bailey, detto Champ (Fort Campbell, 22 giugno 1978), è un ex giocatore di football americano statunitense che ha militato nel ruolo di cornerback nella National Football League (NFL). Fu scelto dai Washington Redskins nel corso del primo giro (7º assoluto) del Draft NFL 1999. Al college ha giocato a football all'Università della Georgia.
Bailey è il leader di tutti i tempi dei Denver Broncos per intercetti in carriera. È stato convocato per dodici Pro Bowl (il massimo per un cornerback nella storia della NFL) ed è ampiamente considerato uno dei migliori difensori sui passaggi della storia della lega. È stato introdotto nella Pro Football Hall of Fame nel 2019.

## Carriera

### Washington Redskins
Bailey fu scelto come settimo assoluto nel Draft 1999 dai Redskins. Il firmò con la franchigia un quadriennale da 12 milioni di dollari, compresi 2 milioni di bonus alla firma. Bailey si impose presto come uno dei migliori defensive back della lega. Egli fu una solida presenza nell'inconsistente difesa dei Redskins, beneficiando del tempo speso con due cornerback in seguito inseriti nella Pro Football Hall of Fame come Deion Sanders e Darrell Green. Dopo la stagione 2003, il contratto di Bailey coi Redskins scadde ed egli minacciò di boicottare il training camp se la squadra avesse deciso di esercitare la franchise tag. Con una sorprendente mossa, i Redskins diedero al quattro volte Pro Bowler il permesso di cercare una squadra per uno scambio.

### Denver Broncos
Prima della stagione 2004, Bailey fu scambiato coi Denver Broncos, oltre a una scelta del secondo giro (che si rivelò essere Tatum Bell), in cambio di Clinton Portis. Dopo l'affare, Champ firmò un contratto di sette anni per un valore di 63 milioni di dollari.
Il 12 settembre 2004, durante il primo Sunday Night Football della stagione, Bailey intercettò il primo passaggio con la sua nuova squadra.
Il 14 gennaio 2006, nella gara dei divisional playoff contro i New England Patriots, Bailey superò il record per la più lunga giocata nella storia della NFL non conclusasi con una marcatura. Con i Patriots vicini alla goal line, Bailey intercettò un passaggio del quarterback Tom Brady nella end zone e lo ritornò per 100 yard sulla linea delle 1 yard di New England prima di subire un tackle da Benjamin Watson di England, un altro ex giocatore dei Georgia Bulldogs.
Nel 2006 Bailey mise a segno dieci intercetti guidando la NFL (alla pari con Asante Samuel), non concedendo alcun touchdown durante la stagione. Bailey, il running back dei San Diego Chargers LaDainian Tomlinson e il defensive end dei Miami Dolphins Jason Taylor furono le uniche scelte unanimi ad essere inserire nella formazione ideale della stagione. Ron Jaworski, durante un pre-partita di un Monday Night Football pre-stagionale contro i San Francisco 49ers, affermò che gli avversari diretti avevano ricevuto solo quattro passaggi in tutta la stagione, nessuno dei quali per un touchdown.
Nel 2009, Bailey non concesse nuovamente alcun touchdown in 80 passaggi nella sua zona, giocando nel 98 per cento degli snap e rimanendo uno dei migliori cornerback della lega.
Il 15 settembre 2009, Bailey fu inserito nella formazione ideale del 50º anniversario dei Denver Broncos dalla comunità di Denver. I giocatori selezionati, compreso Bailey, furono onorati durante la pausa alla fine del primo tempo nella partita contro i New England Patriots dell'11 ottobre.
Nel 2010, Champ Bailey lottò sul campo con alcuni dei migliori ricevitori della lega. Tenne Dwayne Bowe a zero ricezioni su due passaggi tentati nella sua direzione. Gli Arizona Cardinals completarono solamente 3 passaggi diretti verso la sua zona per 19 yard in una gara dove se la dovette vedere con Larry Fitzgerald. A fine anno fu convocato per il suo decimo Pro Bowl: nessun cornerback nella storia della NFL ottenne tante convocazioni.
Il 22 febbraio 2011, il vicepresidente esecutivo dei Denver Broncos John Elway annunciò che Bailey aveva firmato un nuovo contratto quadriennale.
Nel 2011, Bailey concesse un solo passaggio da touchdown, da Matthew Stafford a Calvin Johnson  durante la sconfitta della settimana 8 contro i Detroit Lions. Nella due gare di playoff stagionali dei Broncos quell'anno concesse solo una ricezione da 2 yard a Mike Wallace e nessuna ricezione nella sconfitta contro i Patriots. Fu selezionato per il suo undicesimo Pro Bowl, estendendo la striscia record per un cornerback. Solo altri cinque giocatori nella storia della lega hanno ricevuto tante convocazioni per la manifestazione. A fine stagione fu votato al 46º posto nella NFL Top 100, l'annuale classifica dei migliori cento giocatori della stagione.
Nella vittoria della settimana 9 del 2012 sui Bengals, Champ mise a segno il primo intercetto stagionale ai danni di Andy Dalton. Il secondo fu nella settimana 14 su Carson Palmer dei Raiders. Il 26 dicembre fu convocato per il dodicesimo e ultimo Pro Bowl in carriera. Il 12 gennaio 2013 fu inserito nel Second-team All-Pro. A fine anno fu classificato al numero 53 nella classifica dei migliori cento giocatori della stagione.
Nella stagione 2013, Bailey disputò solamente 5 partite a causa di un infortunio al piede e per la prima volta in carriera non fece registrare alcun intercetto. I Broncos terminarono con un record di 13-3, il migliore della AFC e nei playoff batterono Chargers e Patriots. Bailey si qualificò così per il primo Super Bowl della sua illustre carriera. Nel Super Bowl XLVIII contro i Seattle Seahawks, i Broncos furono battuti dagli avversari per 43-8, il Super Bowl col risultato più a senso unico degli ultimi vent'anni. Bailey concluse la gara con 4 tackle. Il 6 marzo 2014 fu svincolato dai Broncos.

### New Orleans Saints
Il 4 aprile 2014, Bailey firmò un contratto biennale coi New Orleans Saints. Fu svincolato il 30 agosto 2014 poco prima dell'inizio della stagione regolare. Il 28 ottobre 2014 annunciò il proprio ritiro dopo quindici stagioni.

## Palmarès

### Franchigia
- American Football Conference Championship: 1

Denver Broncos: 2013

### Individuale
- Convocazioni al Pro Bowl: 12

2000, 2001, 2002, 2003, 2004, 2005, 2006, 2007, 2009, 2010, 2011, 2012
- All-Pro: 7

2000, 2003, 2004, 2005, 2006, 2007, 2012
- PFWA All-Rookie Team - 1999
- Leader della NFL in intercetti: 1

2006
- Bronko Nagurski Trophy (1998)
- Formazione ideale della NFL degli anni 2000
- Formazione ideale del 50º anniversario dei Denver Broncos
- Pro Football Hall of Fame (classe del 2019)